# Tressette
Tressette (trešeta auf Kroatisch) ist ein traditionelles italienisches Stich-Kartenspiel.

## Material
Tressette wird mit neapolitanischen Karten gespielt (kann aber auch mit anderen Karten gespielt werden). Das sind 40 Karten in den Farben Denari (Münzen), Bastoni (Stöcke), Coppe (Kelche), Spade (Schwerter) und den Zahlen Ass (=1), 2, 3, 4, 5, 6, 7, Bube/Dame (=8), Pferd (=9) und König (=10).

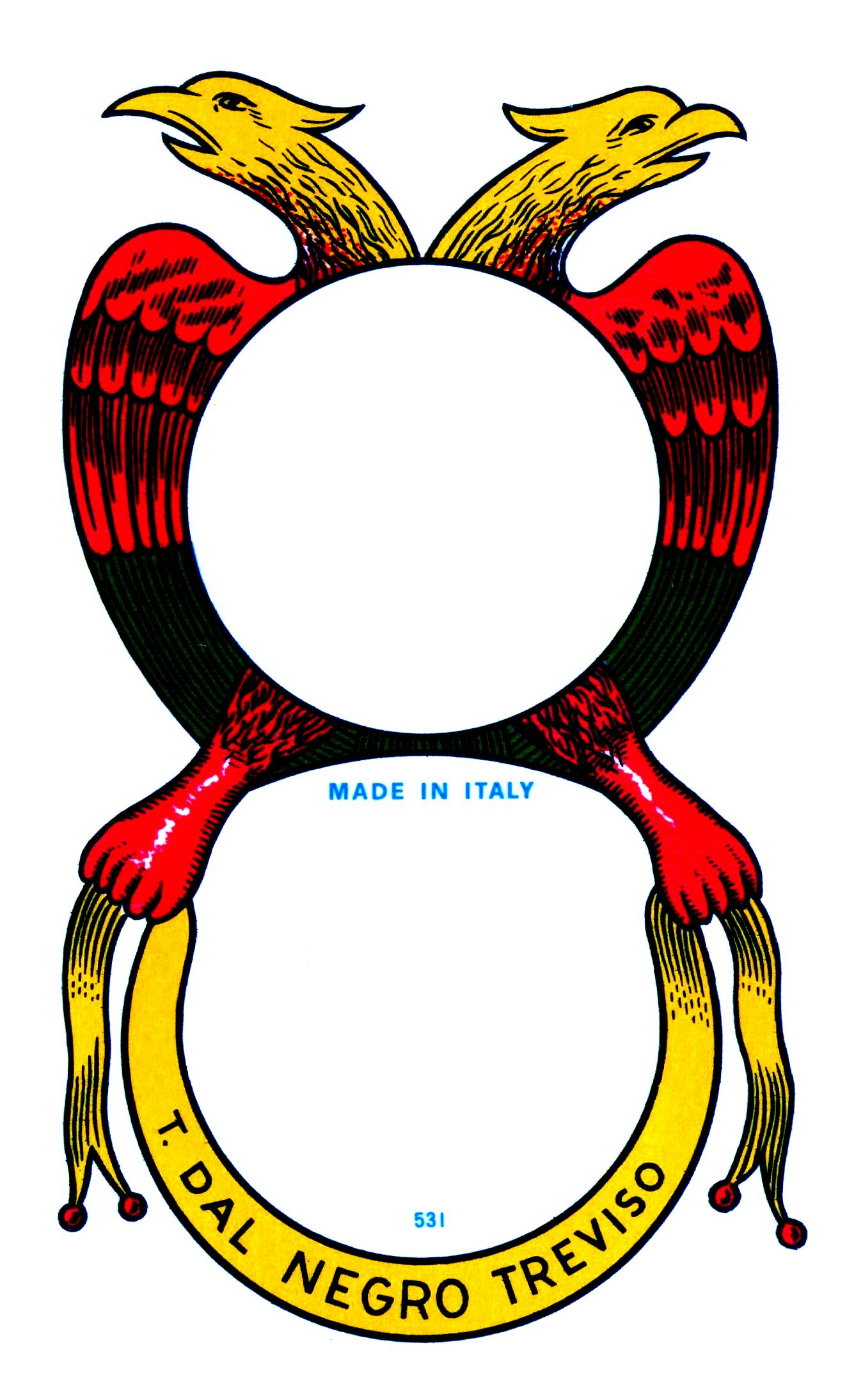
Asso di denari
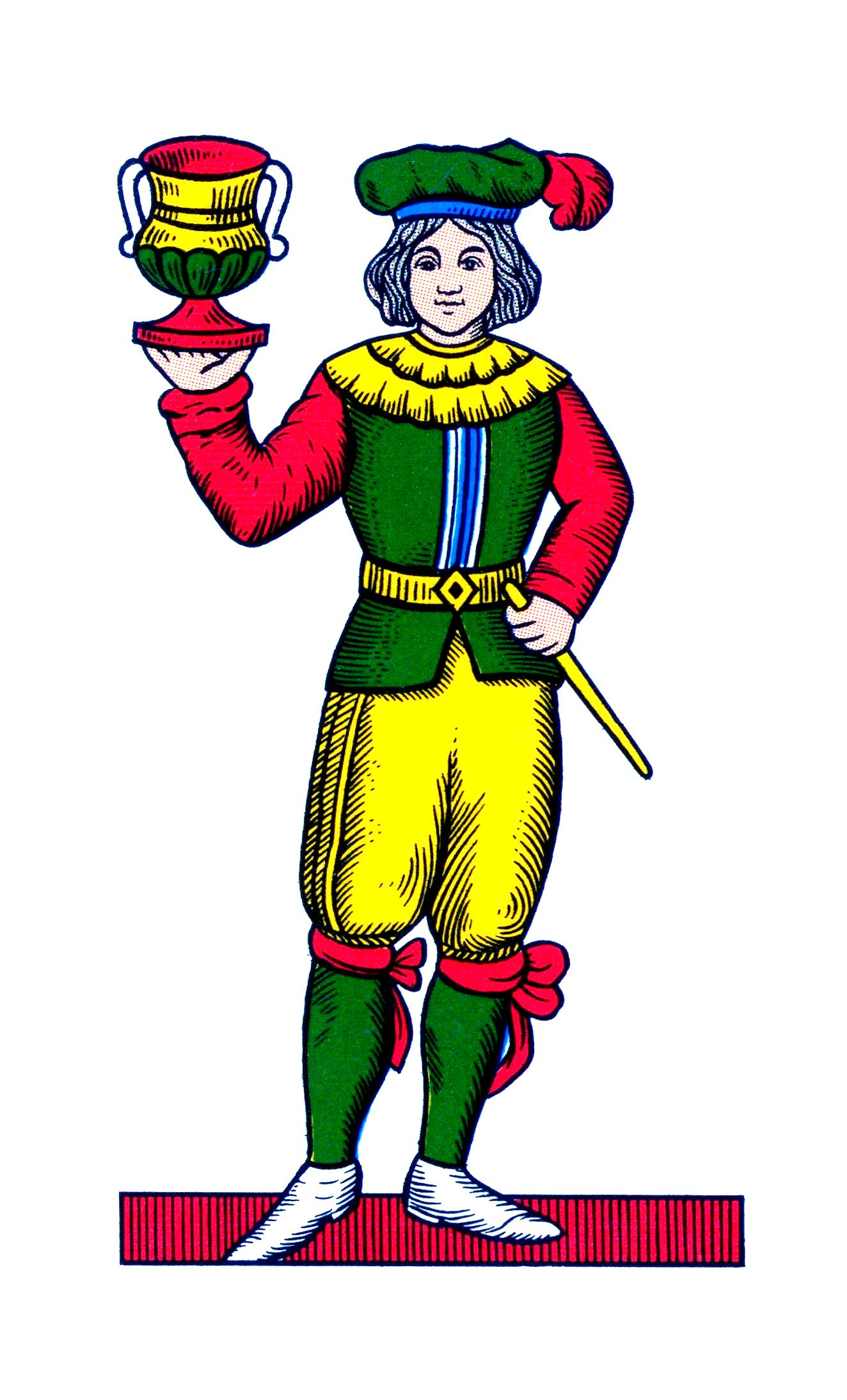
Coppe
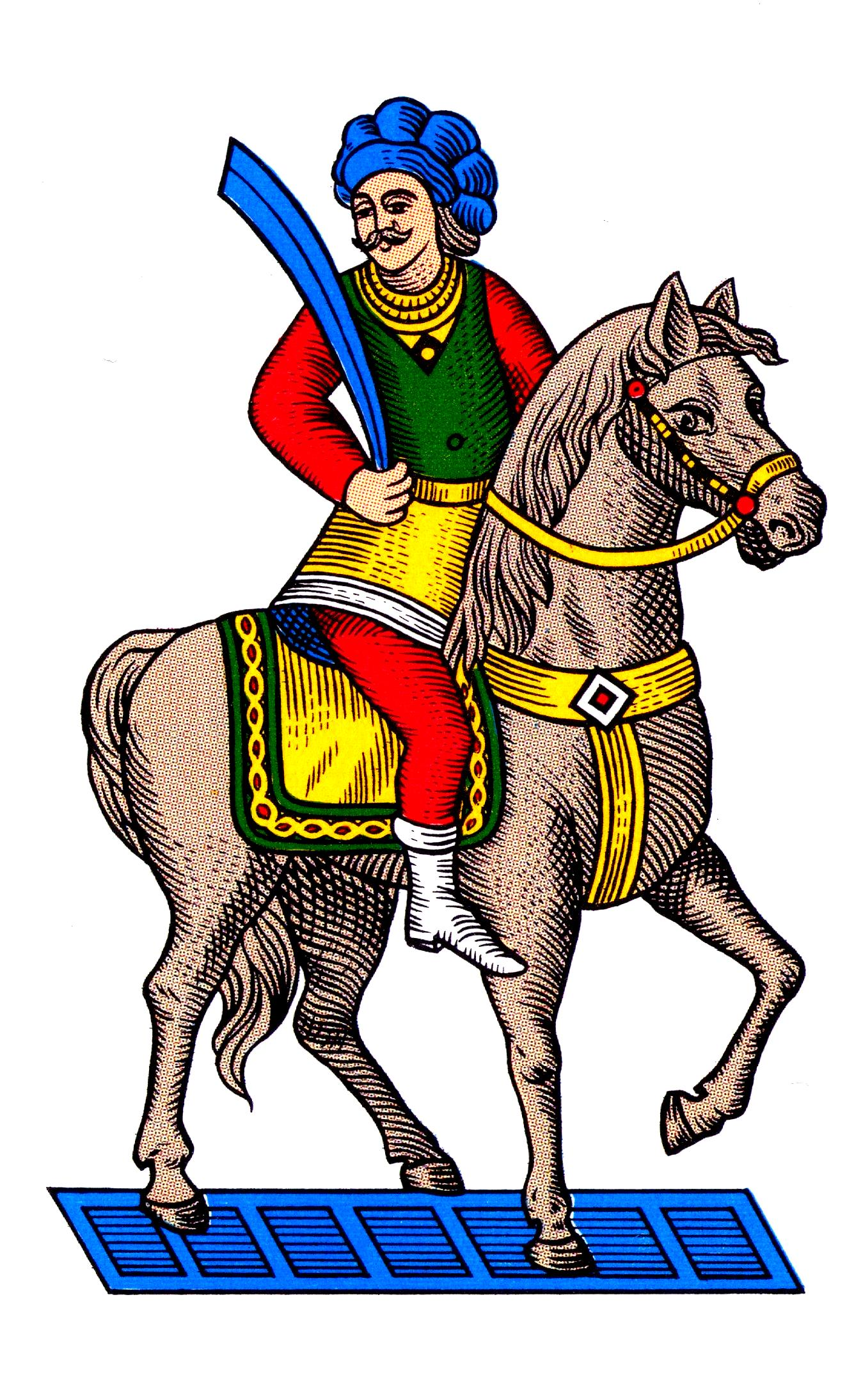
Cavallo di spade
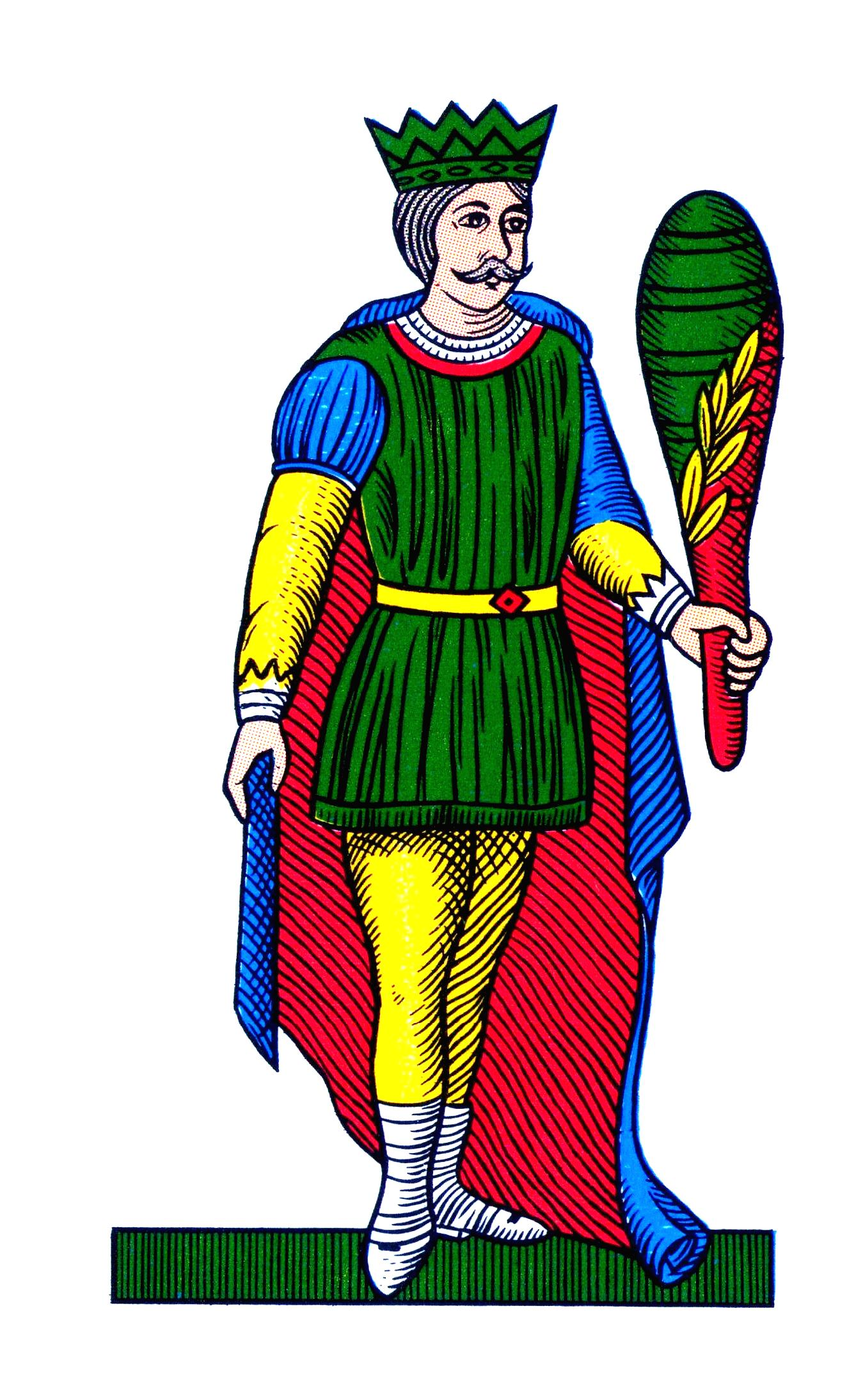
Re di bastoni

## Spieler
Das Spiel kann zu zweit, zu dritt oder auch zu viert gespielt werden.

## Regeln und Ablauf

### Spiel zu zweit
Das Spiel zu zweit wird „Spizzichino“ genannt. Beide Teilnehmer erhalten zu Beginn zehn Karten. Der Nicht-Kartengeber beginnt mit dem Ausspielen. Es gibt keine Trümpfe. Es gilt Farbzwang. Jeder Stich enthält zwei Karten. Eine ausgespielte Karte kann nur mit einer höheren der gleichen Farbe gestochen werden.
Die Reihenfolge der Karten ist:
3; 2; Ass; König; Pferd; Bube; 7; 6; 5; 4
Eine ausgespielte Drei kann also nicht gestochen werden, da sie die höchste Karte der jeweiligen Farbe ist. Nach jedem Stich ziehen beide Spieler wieder eine Karte nach, wobei der Spieler, der den Stich gemacht hat, zuerst nachzieht. Dabei müssen sich die Spieler die nachgezogenen Karten gegenseitig zeigen. Der Spieler, der gestochen hat, kommt als Nächstes heraus.
Nach den ersten zehn Stichen sind keine Karten mehr zum Nachziehen da. In den letzten zehn Stichen wird also ohne Nachziehen gespielt. Am Ende des Spieles werden die Punkte unter den Stichen gezählt. Jedes Ass gibt einen Punkt. Zudem zählen drei Bilder einen Punkt (alle Dreien, Zweien, Könige; Pferde; Buben). Da es zwanzig Bilder gibt, werden automatisch insgesamt sechs Punkte an die Spieler verteilt. Zudem zählt der letzte Stich einen Punkt. Es gibt also insgesamt elf Punkte (vier Asse, 20 Bilder, Extrapunkt letzter Stich). Zusätzlich können beide Spieler während des Spiels Extrapunkte durch Vorweisen bestimmter Karten erhalten:
Drei Dreien: 3 Punkte;
Drei Zweien: 3 Punkte;
Drei Asse: 3 Punkte;
Vier Dreien: 4 Punkte;
Vier Zweien: 4 Punkte;
Vier Asse: 4 Punkte;
3, 2, Ass in einer Farbe (Napoli): 3 Punkte
Man kann auch eine Karte für mehrere Kombinationen verwenden. Zum Beispiel, wenn ein Spieler drei Dreien, drei Zweien und drei Asse hält,
kann er auf für eine eventuelle Napoli-Kombination (Drei, Zwei, Ass einer Farbe) noch Zusatzpunkte erhalten. Dies gilt allerdings nicht, wenn ein Spieler z. B. drei Zweien vorweist und kurz darauf die vierte Zwei zieht. Dann erhält er insgesamt nur 4 Punkte. Wer nach mehreren Spielen zuerst 31 Punkte erhält, gewinnt das Spiel.

### Spiel zu dritt
Es werden je 10 Karten an die Spieler verteilt, zusätzlich kommen 10 Karten offen auf den Tisch gelegt. Ein Spieler spielt allein gegen die anderen zwei und simuliert den vierten Spieler, indem er die vierte Karten des Stiches von den offenen nimmt.

### Spiel zu viert
Es gibt zwei Teams. Die Spieler eines Teams sollten nicht nebeneinander sitzen. Jeder erhält 10 Karten. Die Punkteverteilung bleibt immer gleich.

## Variationen

### Trešeta
Trešeta ist eine beliebte Variante des Kartenspiels entlang der venezianisch/italienisch beeinflussten, adriatischen Küste Sloweniens, Kroatiens, Montenegros und Albaniens. Insbesondere populär ist es in Istrien, Dalmatien und der Bucht von Kotor.
Es wird mit einem italienischen Standardkartenspiel (40 Blatt) gespielt, zumeist mit der regionalen Spielkartenvariante aus Triest. Das Triester Kartenblatt stammt aus dem mittleren 19. Jahrhundert. und ist mit dem venezianischen Blatt verwandt. Früher enthielt es 52 Karten, heute sind 40 Karten üblich (8, 9 und 10 wurden herausgenommen, die Bildwerte werden immer noch mit 11 bis 13 bezeichnet). Die Bildkarten sind horizontal in der Mitte geteilt und gespiegelt. Zwischen den gespiegelten Bestandteilen der Karten findet sich eine Textbox mit der Bezeichnung der Karte. Dieses für Spielkarten ungewöhnliches Layout geht vermutlich auf Tarock-/Tarotkarten und österreichischen Einfluss zurück. Es ist die einzige Variante des italienisch-spanischem Blatts, in dem sämtliche Karten nummeriert sind.
| italienisch spanisch deutsch kroatisch | Spade Espadas Schwerter Špade | Coppe Copas Kelche Kupe | Denari Oros Münzen Dinari | Bastoni Bastos Stäbe Baštoni |
| -------------------------------------- | ----------------------------- | ----------------------- | ------------------------- | ---------------------------- |
| Farbe triestine                        |                               |                         |                           |                              |

Es wird vor allem zu viert gespielt, wobei jeweils zwei (nicht nebeneinander sitzende) Spieler ein Team bilden. Es kann jedoch auch zu zweit oder in einer Variation zu dritt gespielt werden (hierbei wird eine beliebige oder alle 4er entfernt).
Übliche Regeln und Begriffe des kroatischen Spiels:
- Die Reihenfolge der Karten entspricht den italienischen Regeln: 3 (trojka/trica); 2 (dvojka/duja); Ass (aš); König (kralj); Pferd (konj); Bube (fanat); 7 (sedmica); 6 (šestica); 5 (petica); 4 (četvorka).
- Die Teilnehmer erhalten zu Beginn zehn Karten. Die Person neben dem Kartengeber im Uhrzeigersinn beginnt mit dem Ausspielen. Es gibt keine Trümpfe. Es gilt Farbzwang. Eine ausgespielte Karte kann nur mit einer höheren der gleichen Farbe gestochen werden. Nachdem alle Stiche gespielt wurden, werden die Punkte gezählt.
- punat bezeichnet Karten mit der Wertigkeit = 1: (Ass (aš)).
- bele bezeichnet Karten mit der Wertigkeit = ⅓: 3 (trojka/trica); 2 (dvojka/duja); König (kralj); Pferd (konj); Bube (fanat).
- lišine bezeichnet Karten ohne Wertigkeit: 7 (sedmica); 6 (šestica); 5 (petica); 4 (četvorka).
- Der Gewinner des letzten Stiches erhält einen vollen Punkt (im italienischen Tressette nur ⅓).
- Insgesamt werden (spielerisch) je Runde 10 ⅔ Punkte (basierend auf den Kartenwerten) + 1 Punkt (für das Spielende) vergeben. Da zumeist nur gerade Punktzahlen aufgeschrieben werden, schwankt die Summe pro Runde zwischen 10 und 11.
- Im Gegensatz zur italienischen Variante des Spiels wird insgesamt bis zu 41 Punkte gespielt.
- Zusatzpunkte während jeder Runde durch Ansagen (akužavanje): Jeder Spieler kann im ersten Stich vor seinem jeweils ersten Kartenwurf Sonderpunkte ankündigen (4 Punkte für vier 3er, vier 2er oder vier Asse, 3 Punkte für drei 3er, drei 2er, drei Asse oder je das As, die 2 und 3 in derselben Farbe (auch napolitana genannt)). Kombinationen der Sonderpunkte sind möglich (bei zehn Karten pro Spieler sind maximal 19 Zusatzpunkte erhältlich). Ein nachträgliches Anmelden von Punkten ist nicht möglich. Teilweise müssen die Karten den Mitspielern gezeigt werden, um die Zusatzpunkte zu belegen.
- Beim Trešeta zu viert ist es üblich, dass die Teampartner miteinander über Signale (auf den Tisch klopfen, Karte über den Tisch streichen, Karte durch die Luft werfen u. ä.) kommunizieren und sich Kommandos geben.
- Während in Kroatien im Uhrzeigersinn gespielt wird, ist das Spiel entgegen dem Uhrzeigersinn in Montenegro üblich.
- Trešeta u ko manje ist eine weitere Spielvariante und entspricht der italienischen Variante Chi fa meno, bei der versucht wird, so wenige Punkte wie möglich zu erlangen (vergleichbar mit dem Ramsch beim Skat). Hierbei ist auch ein Durchmarsch (kaput) möglich, indem ein Spieler sämtliche Punkte macht.

## Trivia
Giacomo Casanova erwähnt in seinen Memoiren das Spiel bei seinem Aufenthalt in Warschau 1766: „Die Nachmittage verbrachte ich beim Wojwoden von Rußland, um mit ihm tre sette zu spielen, einem italienischen Kartenspiel …“.